# Rod Belfitt
Roderick Michael "Rod" Belfitt (født 30. oktober 1945 i Bournemouth, England) er en engelsk tidligere fodboldspiller (angriber).
Belfitt startede sin hos Leeds United, som han var tilknyttet i syv år, frem til 1971. Her var han med til at vinde både Liga Cuppen og Inter-Cities Fairs Cup-turneringen i 1968.
Senere i karrieren spillede Belfitt for blandt andet Ipswich, Sunderland, Huddersfield og Everton.

## Titler
Football League Cup
- 1968 med Leeds United

Inter-Cities Fairs Cup
- 1968 med Leeds United